# Тэанская система
Тэа́нская систе́ма (кор. 대안의 사업체계?, 大安事業體系?, Тэани саоп чхеге) — разработанная и внедрённая в КНДР система управления народным хозяйством, предполагающая единое и комплексное коллегиальное руководство предприятиями членами их партийных комитетов. При этом обеспечение производства сырьём и удовлетворение потребностей рабочих происходит за счёт собственных ресурсов.
Применяется в КНДР с 1960-х годов.

## Суть системы
Ядро системы составляет централизованное коллективное руководство предприятием, осуществляемое его партийным комитетом. Заводской партийный комитет Трудовой партии Кореи в зависимости от величины предприятия обычно состоит из 25—35 человек. Члены парткома избираются из числа рабочих, активистов организаций трудящихся, занятых непосредственно на производстве, а также из административных руководителей и специалистов. Меньший по численности исполнительный комитет, составляющий около четверти численности парткома, руководит предприятием в период между заседаниями парткома. В его состав входят наиболее значимые сотрудники предприятия, включая секретаря парткома, директора завода и главного инженера. При обсуждении в исполкоме особо важных вопросов, на его заседание могут быть приглашены и другие работники предприятия. Ким Ир Сен в речи на заседании парткома Тэанского завода так описывал новую иерархию на производстве:

…На первом плане должен быть партийный комитет, за ним — его исполком, далее — директор и председатель парткома завода. А под началом директора должны находиться главный инженер и замдиректора, за ними — отделы завода. Под руководством председателя партийного комитета работают отделы парткома, а также… организации трудящихся….
— Ким Ир Сен. Сочинения.
Тем самым, на каждом заводе можно выделить две основные линии управления производством, находящиеся в тесном взаимодействии. Одну из них возглавляет директор предприятия, который ведёт административно-организационную работу. В подчинении у директора находится главный инженер предприятия, который ответственен за все аспекты производственного процесса и планирование, осуществляет общее техническое руководство. Вторую линию возглавляет партийный секретарь, отвечающий за мобилизацию активистов парторганизаций и общественных организаций трудящихся на выполнение производственных задач, воспитательную и идеологическую работу. Через партийную линию транслировалась политика, устанавливаемая партией и её руководителем. Идеологическая политика была направлена на то, чтобы коллектив рабочих, по выражению С. О. Курбанова, «„делал невозможное“ на простом оборудовании».
Тэанская система, кроме того, предполагает несение вышестоящими органами непосредственной ответственности за поставку подведомственным предприятиям необходимых материалов и сырья. Руководство также в ответе за удовлетворение потребностей рабочих, а по возможности и всего населения на вверенной ему территории. При этом снабжение предпочтительнее осуществлять на основе собственных, а не привозных ресурсов.

## История

### Истоки системы
Предтечей новой системы управления промышленностью стал «метод Чхонсанри» — подход к ведению сельского хозяйства в КНДР, разработанный Ким Ир Сеном в 1960 году.
Суть данного подхода заключалась в том, что вышестоящие органы и должностные лица должны находиться в тесном взаимодействии с нижестоящими, обязаны оказывать им помощь. Для этого от руководителей требуется лично посетить место работы подопечного и тщательно разобраться в ситуации, чтобы принять наиболее взвешенное решение. При этом основное внимание необходимо уделять политической и идеологической работе — мобилизации энтузиазма масс.
Метод Чхонсанри дал толчок к распространению такого института, как «непосредственное руководство», то есть выдаче начальником конкретных указаний подчинённым с учётом текущей обстановки.

### Разработка и внедрение
На расширенном заседании II Пленума ЦК ТПК 4-го созыва (конец ноября — начало декабря 1961 года) была выдвинута задача совершенствования управления экономикой на основе метода Чхонсанри и опыта движения «Чхоллима», с целью выполнения экономических задач, поставленных семилеткой (1961—1967).

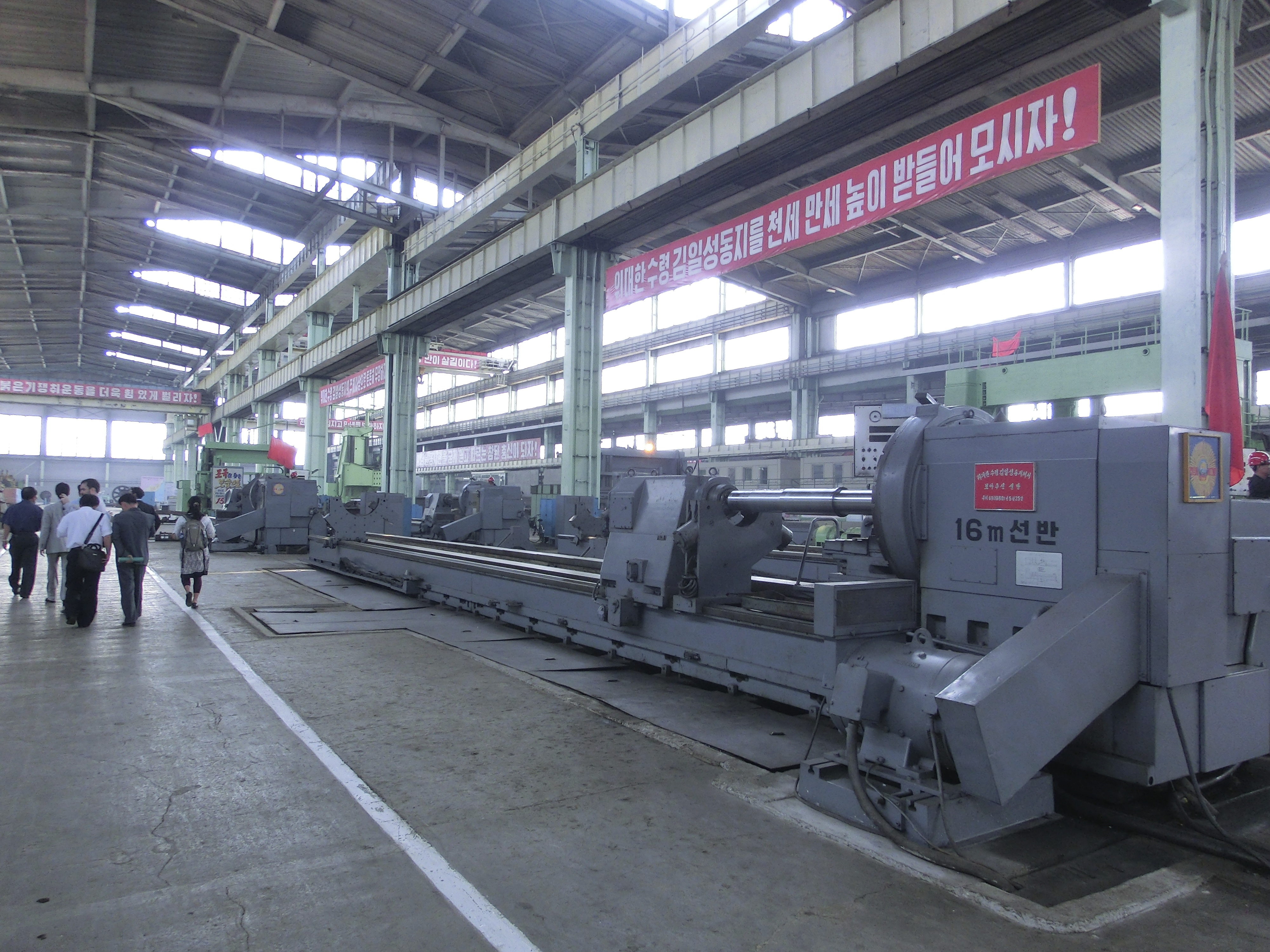
Тэанский электромеханический завод

В декабре 1961 года Ким Ир Сен посетил стратегически важный электромеханический завод в местечке Тэан. Оценив обстановку на заводе, он сделал вывод о проблемах в организации производства на этом предприятии. В качестве причин были названы, в частности, бюрократизм, своеволие руководящих работников, разобщённость, пассивность заводского парткома в деле управления производством, что не способствовало выявлению и мобилизации энтузиазма рабочих. Ким Ир Сен посетил ещё несколько фабрик, сделал вывод о системном характере выявленных недостатков и 15 декабря 1961 года на заседании Политического комитета ЦК ТПК выдвинул задачи по выработке новой системы управления промышленностью. 16 декабря Ким Ир Сен созвал расширенное заседание парткома Тэанского завода и изложил радикальные меры по установлению новой системы управления производством, получившей название Тэанской системы. Он велел отказаться от единоначалия директора и многоступенчатой системы управления производством. Взамен была установлена централизованная система коллегиального руководства предприятием его партийным комитетом, ставящая во главу угла идеологическую работу и мобилизацию «творческой инициативы» масс.
Тэанская система стала логическим продолжением и развитием метода Чхонсанри с рядом изменений: согласно методу Чхонсанри, руководством занимался временно находящийся на рабочем месте партийный или хозяйственный работник, а в рамках Тэанской системы этим занимается постоянно находящийся на производстве партийный комитет.
Состоявшийся в декабре 1962 года V Пленум ЦК ТПК 4-го созыва подчеркнул, что партийные, хозяйственные и государственные органы должны неукоснительно претворять в жизнь Тэанскую систему работы и метод Чхонсанри. Данная система рассматривалась партией в тех условиях как наиболее эффективный метод управления производством. Таким образом, решения пленума послужили основанием для широкого внедрения Тэанской системы, распространившейся на все промышленные, сельскохозяйственные и строительные предприятия КНДР, а также в торговле, сфере услуг, здравоохранении и науке.
Считается, что новые методы управления производством оказались эффективными — народнохозяйственный план за 1962 год был перевыполнен на 20 %, а к исходу 1965 года промышленное производство КНДР по сравнению с 1960 годом увеличилось почти вдвое. Национальный доход при этом вырос примерно в 1,5 раза.
В 1972 году Тэанская система, наряду с методом Чхонсанри, получила своё юридическое закрепление в Конституции КНДР (ст. 33), однако в апреле 2019 года упоминание о ней было убрано из Конституции в рамках блока поправок.

## Современное состояние
Согласно ряду неофициальных источников, в годы правления Ким Чен Ына Тэанская система теряет своё значение и постепенно ликвидируется. Есть также несколько иное мнение: система применяется до сих пор, но подвергается изменениям.
Одними исследователями утверждается, что полномочия директоров предприятий существенно расширились: им обеспечены широкие права по участию во внешней торговле, созданию совместных предприятий, а также предусмотрена возможность привлечения инвестиций от частных корейских инвесторов. Другие заявляют, что система коллективной ответственности парткомов была полностью упразднена в пользу индивидуальной ответственности директора.

## Оценки
Ведущий научный сотрудник Центра корейских исследований ИДВ РАН Ким Ен Ун считает, что Тэанская система в 1960-е годы при том уровне развития производительных сил служила «мощным инструментом» стремительного развития экономики и что в конкретных исторических условиях того времени система заслуживает «самой высокой оценки».
В то же время данная система управления производством подвергается критике за «подмену профессионализма энтузиазмом». Обращается внимание и на то, что члены партийного комитета на практике могут не обладать достаточными знаниями в области хозяйственного управления, чтобы принимать технически оправданные решения на местах. Некоторые специалисты отмечают, что возложение на главного инженера ответственности за управление производством вызывает трудности в планировании и в решении «чисто технических вопросов», а также создаёт параллелизм в работе с директором предприятия.
Кореевед А. Н. Ланьков характеризует Тэанскую систему, как отрицающую «даже самые робкие формы хозрасчёта и материальной заинтересованности». При этом сам Ким Ир Сен в своих речах и трудах неоднократно подчёркивал большое значение правильного применения хозрасчёта и материальных стимулов (хотя и отдавая приоритет идеологической работе) для наиболее эффективного управления экономикой. Значение материальной заинтересованности в рамках Тэанской системы отмечают и некоторые другие исследователи.